# Spik och panik, Sune
Spik och Panik, Sune! är en bok av det svenska författarparet Sören Olsson & Anders Jacobsson, och den 23:e i Suneserien. Den utkom i augusti 2006.

## Bokomslaget
Bokomslaget visar Sune och Rudolf.

## Handling
Familjen Andersson skall skaffa en stuga på tomten, men bara pappa Rudolf har saknat en. Familjen önskar honom lycka till med snickrandet, och tar skydd, men till slut blir stugan klar.
Sedan går Sune, Håkan och Rudolf på Ernst Hjalmars trivselzoo.
En bokhylla till Håkan skall också inhandlas, på Ikea, och Rudolf skall köpa en bra, billig, stereo, och familjen skaffar mobiltelefon och parabolantenn.

## Övrigt
Boken är en del två av Sune och klantpappan, men det ska ändå föreställa att Spik och Panik Sune utspelar sig före Sune och Klantpappan. Till exempel har familjen en friggebod i Sune och klantpappan, men i Spik och Panik bygger de friggeboden.

### Fotnoter
1. ↑  ”Spik och panik Sune” (på engelska). Worldcat. 12 mars 2006. https://www.worldcat.org/title/spik-och-panik-sune/oclc/185301087&referer=brief_results. Läst 29 mars 2015.